# Gtashen
Gtashen (en arménien Գտաշեն) est une communauté rurale du marz de Shirak en Arménie. Comprenant également la localité de Kamkhut, elle compte 268 habitants en 2008.